# Katagiri Katsumoto

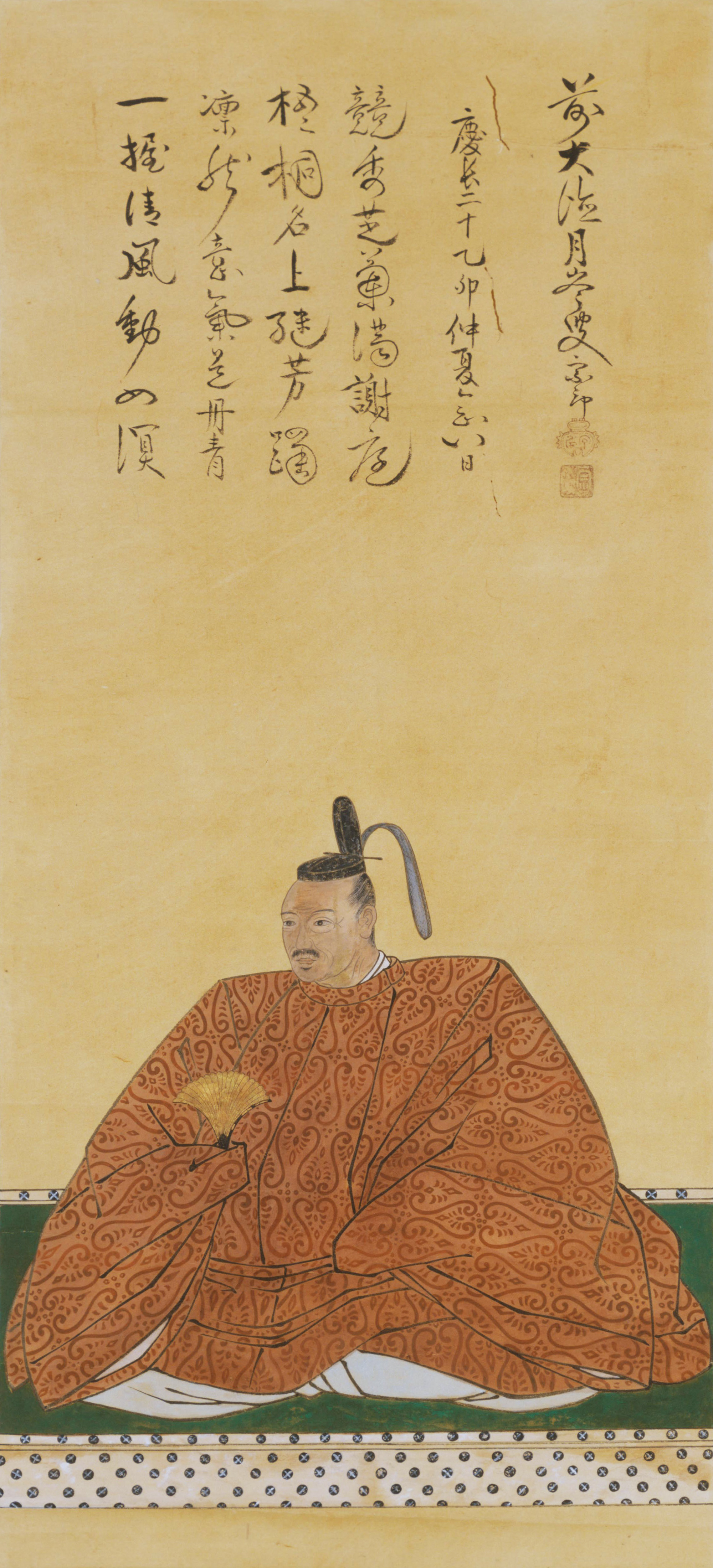
Katagiri Katsumoto

Katagiri Katsumoto (片桐且元, Katagiri Katsumoto; Nagahama, 1556 - Osaka, 24 juni 1615) was een samoerai uit de late Sengoku-periode en vroege Edo-periode.  Katagiri Katsumoto werd geboren in het district Azai van de  provincie Ōmi (de huidige stad Nagahama in de prefectuur Shiga). Hij was een vazal van Toyotomi Hideyoshi en vocht onder andere in de Slag bij Shizugatake in 1583, waardoor hij faam verwierf als een van de Zeven Speren van Shizugatake, samen met Kato Kiyomasa en anderen. Aan het begin van de Edo-periode had zijn familie onder andere Tatsuta han, in de provincie Yamato, in bezit. Katagiri verraadde Toyotomi Hideyori later bij het beleg van Osaka.